# Danh sách chương trình Paris By Night
Sau đây là danh sách các chương trình Paris by Night từ năm 1983.

## Thập niên 2020
| Bản             | Tên và chủ đề                                                       | Năm phát hành |
| --------------- | ------------------------------------------------------------------- | ------------- |
| 138             | Paris By Night 138: Hoài Linh - 30 Năm Sân Khấu                     | 2025          |
| 137             | Paris By Night 137: Hành Trình 40 Năm (Phần 2) - Tác Giả & Tác Phẩm | 2024          |
| 136             | Paris By Night 136: Hành Trình 40 Năm                               | 2024          |
| 135             | Paris By Night 135: Từ Công Phụng - Trên Ngọn Tình Sầu              | 2023          |
| Special Edition | Paris By Night Tiếu Vương Hội                                       | 2023          |
| 134             | Paris By Night 134: In Bangkok - Nguyễn Ngọc Ngạn - Lời Cám Ơn      | 2023          |
| 133             | Paris By Night 133: In Las Vegas - Nguyễn Ngọc Ngạn - The Farewell  | 2022          |
| 132             | Paris By Night 132: Xuân Với Đời Sống Mới                           | 2022          |
| 131             | Paris By Night 131: Xuân Hy Vọng                                    | 2021          |
| 130             | Paris By Night 130: In Singapore - Glamour                          | 2020          |

## Thập niên 2010
| Bản               | Tên và chủ đề                                                    | Năm phát hành |
| ----------------- | ---------------------------------------------------------------- | ------------- |
| 129               | Paris By Night 129: Dynasty                                      | 2019          |
| 128               | Paris By Night 128: Hành Trình 35 Năm (Phần 3) - Feel The Lights | 2019          |
| VIP Party Version | Paris By Night 128 VIP Party                                     | 2018          |
| 127               | Paris By Night 127: Hành Trình 35 Năm (Phần 2)                   | 2018          |
| 126               | Paris By Night 126: Hành Trình 35 Năm                            | 2018          |
| 125               | Paris By Night 125: Chiều Mưa Biên Giới                          | 2018          |
| 124               | Paris By Night 124: Anh Cho Em Mùa Xuân                          | 2018          |
| Special Edition   | Paris By Night Divos                                             | 2018          |
| Special Edition   | Paris By Night Gloria 3: Hoan Ca Maria                           | 2017          |
| 123               | Paris By Night 123: Ảo Ảnh                                       | 2017          |
| 122               | Paris By Night 122: Duyên Phận                                   | 2017          |
| 121               | Paris By Night 121: Song Ca Nhạc Vàng                            | 2017          |
| 120               | Paris By Night 120: Còn Chút Gì Để Nhớ                           | 2016          |
| 119               | Paris By Night 119: Nhạc Vàng Muôn Thuở                          | 2016          |
| 118               | Paris By Night 118: 50 Năm Âm Nhạc Đức Huy                       | 2016          |
| 117               | Paris By Night 117: Vườn Hoa Âm Nhạc                             | 2016          |
| 116               | Paris By Night 116: Nụ Cười Đầu Năm                              | 2015          |
| 115               | Paris By Night 115: Asian Beauty - Nét Đẹp Á Đông                | 2015          |
| 114               | Paris By Night 114: 1975-2015 - Tôi Là Người Việt Nam            | 2015          |
| 113               | Paris By Night 113: Mừng Tuổi Mẹ                                 | 2015          |
| Special Edition   | Paris By Night Gloria 2: Để Chúa Đến                             | 2014          |
| 112               | Paris By Night 112: Đông                                         | 2014          |
| 111               | Paris By Night 111: S                                            | 2014          |
| 110               | Paris By Night 110: Phát Lộc Đầu Năm                             | 2014          |
| Special Edition   | Paris By Night Gloria: Cao Cung Lên                              | 2013          |
| VIP Party Version | Paris By Night 109 VIP Party                                     | 2013          |
| 109               | Paris By Night 109: 30th Anniversary Celebration                 | 2013          |
| 108               | Paris By Night 108: Time - Thời Gian                             | 2013          |
| 107               | Paris By Night 107: Nguyễn Ngọc Ngạn - 20 Năm Sân Khấu           | 2013          |
| VIP Party Version | Paris By Night 106 VIP Party                                     | 2013          |
| 106               | Paris By Night 106: Lụa - Silk                                   | 2012          |
| 105               | Paris By Night 105: Người Tình - The Lovers                      | 2012          |
| VIP Party Version | Paris By Night 104 VIP Party                                     | 2012          |
| 104               | Paris By Night 104: Beginnings                                   | 2011          |
| 103               | Paris By Night 103: Tình Sử Trong Âm Nhạc Việt Nam               | 2011          |
| 102               | Paris By Night 102: Nhạc Yêu Cầu - Tình Ca Lam Phương            | 2011          |
| 101               | Paris By Night 101: Hạnh Phúc Đầu Năm                            | 2011          |
| VIP Party Version | Paris By Night 100 VIP Party                                     | 2010          |
| 100               | Paris By Night 100: Ghi Nhớ Một Chặng Đường                      | 2010          |
| Special Editon    | Paris By Night Divas                                             | 2010          |
| 99                | Paris By Night 99: Tôi Là Người Việt Nam                         | 2010          |

## Thập niên 2000
| Bản | Tên và chủ đề                                                              | Năm phát hành |
| --- | -------------------------------------------------------------------------- | ------------- |
| 98  | Paris By Night 98: Fly With Us To Las Vegas                                | 2009          |
| 97  | Paris By Night 97: Celebrity Dancing Lần Thứ 2 - Khiêu Vũ Của Các Ngôi Sao | 2009          |
| 96  | Paris By Night 96: Nhạc Yêu Cầu 2                                          | 2009          |
| 95  | Paris By Night 95: 25th Anniversary - Cảm Ơn Cuộc Đời                      | 2009          |
| 94  | Paris By Night 94: 25th Anniversary                                        | 2008          |
| 93  | Paris By Night 93: Celebrity Dancing - Khiêu Vũ Của Các Ngôi Sao           | 2008          |
| 92  | Paris By Night 92: Nhạc Yêu Cầu                                            | 2008          |
| 91  | Paris By Night 91: Huế - Sài Gòn - Hà Nội                                  | 2008          |
| 90  | Paris By Night 90: Chân Dung Người Phụ Nữ Việt Nam                         | 2007          |
| 89  | Paris By Night 89: In Korea                                                | 2007          |
| 88  | Paris By Night 88: Lam Phương - Đường Về Quê Hương                         | 2007          |
| 87  | Paris By Night 87: PBN Talent Show - Giải Chung Kết - Finals               | 2007          |
| 86  | Paris By Night 86: PBN Talent Show - Giải Bán Kết - Semi-Finals            | 2007          |
| 85  | Paris By Night 85: Xuân Trong Kỷ Niệm                                      | 2007          |
| 84  | Paris By Night 84: In Atlanta - Passport to Music & Fashion                | 2006          |
| 83  | Paris By Night 83: Những Khúc Hát Ân Tình                                  | 2006          |
| 82  | Paris By Night 82: Tiếu Vương Hội                                          | 2006          |
| 81  | Paris By Night 81: Âm Nhạc Không Biên Giới 2                               | 2006          |
| 80  | Paris By Night 80: Tết Khắp Mọi Nhà                                        | 2006          |
| 79  | Paris By Night 79: Dreams                                                  | 2005          |
| 78  | Paris By Night 78: Đường Xưa                                               | 2005          |
| 77  | Paris By Night 77: 30 Năm Viễn Xứ                                          | 2005          |
| 76  | Paris By Night 76: Xuân Tha Hương                                          | 2005          |
| 75  | Paris By Night 75: Về Miền Viễn Đông - Journey to the Far East             | 2004          |
| 74  | Paris By Night 74: Hoa Bướm Ngày Xưa                                       | 2004          |
| 73  | Paris By Night 73: Song Ca Đặc Biệt - The Best of Duets                    | 2004          |
| 72  | Paris By Night 72: Tiếng Hát Từ Nhịp Tim                                   | 2004          |
| 71  | Paris By Night 71: 20th Anniversary                                        | 2003          |
| 70  | Paris By Night 70: Thu Ca                                                  | 2003          |
| 69  | Paris By Night 69: Nợ Tình                                                 | 2003          |
| 68  | Paris By Night 68: Nửa Vầng Trăng                                          | 2003          |
| 67  | Paris By Night 67: In San Jose                                             | 2002          |
| 66  | Paris By Night 66: Người Tình Và Quê Hương                                 | 2002          |
| 65  | Paris By Night 65: Yêu                                                     | 2002          |
| 64  | Paris By Night 64: Đêm Văn Nghệ Thính Phòng                                | 2002          |
| 63  | Paris By Night 63: Dòng Thời Gian                                          | 2002          |
| 62  | Paris By Night 62: Âm Nhạc Không Biên Giới                                 | 2001          |
| 61  | Paris By Night 61: Sân Khấu Cuộc Đời                                       | 2001          |
| 60  | Paris By Night 60: Thất Tình                                               | 2001          |
| 59  | Paris By Night 59: Cây Đa Bến Cũ                                           | 2001          |
| 58  | Paris By Night 58: Những Sắc Màu Trong Kỷ Niệm                             | 2001          |
| 57  | Paris By Night 57: Thời Trang Và Âm Nhạc                                   | 2000          |
| 56  | Paris By Night 56: Những Giòng Nhạc Hôm Nay                                | 2000          |
| 55  | Paris By Night 55: Dưới Ánh Nắng Mặt Trời                                  | 2000          |
| 54  | Paris By Night 54: In Concert                                              | 2000          |
| 53  | Paris By Night 53: Thiên Đường Là Đây                                      | 2000          |

## Thập niên 1990
| Bản | Tên và chủ đề                                                          | Năm phát hành |
| --- | ---------------------------------------------------------------------- | ------------- |
| 52  | Paris By Night 52: Giã Từ Thế Kỷ                                       | 1999          |
| 51  | Paris By Night 51: We Like To Party                                    | 1999          |
| 50  | Paris By Night 50                                                      | 1999          |
| 49  | Paris By Night 49: Chúng Ta Đi Mang Theo Quê Hương                     | 1999          |
| 48  | Paris By Night 48: Hình Ảnh Cuộc Đời                                   | 1999          |
| 47  | Paris By Night 47: Hoàng Thi Thơ 2                                     | 1999          |
| 46  | Paris By Night 46: 15th Anniversary Celebration                        | 1998          |
| 45  | Paris By Night 45: Vào Hạ                                              | 1998          |
| 44  | Paris By Night 44: Tiền                                                | 1998          |
| 43  | Paris By Night 43: Đàn Bà                                              | 1998          |
| 42  | Paris By Night 42: Giòng Nhạc Kỷ Niệm                                  | 1997          |
| 41  | Paris By Night 41: Hoàng Thi Thơ - Một Đời Cho Âm Nhạc                 | 1997          |
| 40  | Paris By Night 40: Mẹ                                                  | 1997          |
| 39  | Paris By Night 39: Ánh Đèn Màu                                         | 1997          |
| 38  | Paris By Night 38: In Toronto                                          | 1996          |
| 37  | Paris By Night 37: In Las Vegas 2                                      | 1996          |
| 36  | Paris By Night 36: In Houston                                          | 1996          |
| 35  | Paris By Night 35                                                      | 1996          |
| 34  | Paris By Night 34: Made In Paris                                       | 1995          |
| 33  | Paris By Night 33: Nhạc Tình Đức Huy                                   | 1995          |
| 32  | Paris By Night 32: 20 Năm Nhìn Lại                                     | 1995          |
| 31  | Paris By Night 31                                                      | 1995          |
| 30  | Paris By Night 30: Phạm Duy 2 - Người Tình                             | 1995          |
| 29  | Paris By Night 29: In Las Vegas                                        | 1994          |
| 28  | Paris By Night 28: Lam Phương 2 - Dòng Nhạc Tiếp Nối - Sacrée Soirée 3 | 1994          |
| 27  | Paris By Night 27: Tiếng Hát Với Cung Đàn Văn Phụng - Sacrée Soirée 2  | 1994          |
| 26  | Paris By Night 26: Đêm Hoa Đăng - Sacrée Soirée 1                      | 1994          |
| 25  | Paris By Night 25                                                      | 1994          |
| 24  | Paris By Night 24: 10th Anniversary                                    | 1993          |
| 23  | Paris By Night 23: Thế Giới Muôn Màu                                   | 1993          |
| 22  | Paris By Night 22: 40 Năm Âm Nhạc Lam Phương                           | 1993          |
| 21  | Paris By Night 21: Tình Ca Ngô Thụy Miên                               | 1993          |
| 20  | Paris By Night 20: Tuyệt Phẩm                                          | 1993          |
| 19  | Paris By Night 19: Tác Phẩm Và Con Người Phạm Duy                      | 1993          |
| 18  | Paris By Night 18: Merry Christmas                                     | 1992          |
| 17  | Paris By Night 17                                                      | 1992          |
| 16  | Paris By Night 16                                                      | 1992          |
| 15  | Paris By Night 15                                                      | 1991          |
| 14  | Paris By Night 14                                                      | 1991          |
| 13  | Paris By Night Đặc biệt                                                | 1991          |
| 12  | Paris By Night 12                                                      | 1991          |
| 11  | Paris By Night 11                                                      | 1990          |
| 10  | Paris By Night 10                                                      | 1990          |

## Thập niên 1980
Chính thức ra đời vào năm 1983, tuy nhiên, mãi đến năm 1986,
Paris By Night mới bắt đầu thực hiện chương trình đều đặn theo từng năm. Giai đoạn này, do Trung tâm Thúy Nga đang đóng tại Paris nên các chương trình Paris By Night đều được thu hình tại Pháp.
| Bản | Tên và chủ đề    | Năm phát hành |
| --- | ---------------- | ------------- |
| 9   | Paris By Night 9 | 1989          |
| 8   | Paris By Night 8 | 1989          |
| 7   | Paris By Night 7 | 1989          |
| 6   | Paris By Night 6 | 1988          |
| 5   | Paris By Night 5 | 1987          |
| 4   | Paris By Night 4 | 1987          |
| 3   | Paris By Night 3 | 1986          |
| 2   | Paris By Night 2 | 1986          |
| 1   | Paris By Night 1 | 1983          |

## Paris By Night Karaoke
| #  | Tên                                              | Ca sĩ trên bìa đĩa | Bài hát |
| -- | ------------------------------------------------ | --- | --- |
| 1  | Tuổi Xa Người                                    | Ý Lan | Paris By Night 16: 2 bài Paris By Night 17: 1 bài Paris By Night 18: 2 bài Paris By Night 20: 3 bài Paris By Night 23: 1 bài Paris By Night 24: 3 bài Paris By Night 25: 3 bài Paris By Night 26: 5 bài                                                   |
| 2  | Lầm                                              | Ái Vân, Nguyễn Hưng | Paris By Night 15: 1 bài Paris By Night 17: 2 bài Paris By Night 20: 3 bài Paris By Night 23: 1 bài Paris By Night 24: 3 bài Paris By Night 25: 6 bài Paris By Night 26: 3 bài Paris By Night 28: 1 bài                                                   |
| 3  | Còn Yêu Em Mãi                                   | Don Hồ | Paris By Night 24: 3 bài Paris By Night 29: 17 bài |
| 4  | Tình khúc Lam Phương                             | Hương Lan | Paris By Night 9: 1 bài Paris By Night 12: 1 bài Paris By Night 16: 1 bài Paris By Night 22: 16 bài |
| 5  | Giận Hờn                                         | Thanh Hà | Tình Yêu Và Ảo Ảnh: 1 bài Paris By Night 17: 1 bài Paris By Night 18: 1 bài Paris By Night 20: 1 bài Paris By Night 31: 16 bài |
| 6  | Tình khúc Lam Phương 2                           | Don Hồ | Paris By Night 13: 1 bài Tình Yêu Và Ảo Ảnh: 1 bài Mùa Xuân Nào Ta Về: 1 bài Paris By Night 28: 17 bài |
| 7  | Một Kiếp Phong Ba                                | Nguyễn Hưng, Don Hồ, Ngọc Huệ, Ngọc Lan, Bảo Hân | Paris By Night 34: 18 bài MTV Bonus: 2 bài |
| 8  | Sài Gòn Vĩnh Biệt                                | Dalena | Paris By Night 32: 17 bài MTV Bonus: 3 bài |
| 9  | Tình Ca Đức Huy, Ngô Thụy Miên                   | Thanh Hà, Dalena, Ý Lan, Tuấn Ngọc, Phi Khanh | Paris By Night 21: 10 bài Paris By Night 25: 1 bài Paris By Night 26: 1 bài Paris By Night 33: 8 bài |
| 10 | Say                                              | Nguyễn Hưng | Tình Yêu Và Ảo Ảnh: 1 bài Mùa Xuân Nào Ta Về: 1 bài Paris By Night 15: 1 bài Paris By Night 27: 2 bài Paris By Night 35: 12 bài Paris By Night 36: 3 bài                                                                                                  |
| 11 | Kẻ Yêu Thầm                                      | Bảo Hân | Paris By Night 36: 12 bài MTV Bonus: 8 bài |
| 12 | Tình khúc Đức Huy, Văn Phụng: Đừng Xa Em Đêm Nay | Ái Vân, Ngọc Lan, Ý Lan, Diễm Liên | Paris By Night 24: 1 bài Paris By Night 27: 9 bài Paris By Night 33: 8 bài MTV Bonus: 2 bài |
| 13 | Qua Cơn Mê                                       | Hoàng Lan | Paris By Night 27: 2 bài Paris By Night 37: 18 bài |
| 14 | Tôi Vẫn Nhớ                                      | Như Quỳnh | Paris By Night 17: 1 bài Paris By Night 26: 1 bài Paris By Night 38: 18 bài |
| 15 | Bọt Biển                                         | Thế Sơn, Như Quỳnh | Paris By Night 39: 20 bài |
| 16 | Hoàng Thi Thơ - Một Đời Cho Âm nhạc              | Ái Vân, Ý Lan, Hương Lan, Thanh Lan, Thanh Hà, Lưu Bích, Họa Mi, Trúc Lam, Trúc Linh, Thiên Kim, Lynda Trang Đài, Tommy Ngô, Nguyễn Hưng, Như Quỳnh | Paris By Night 41: 20 bài |
| 17 | Nỗi Buồn Châu Pha                                | Như Quỳnh | Paris By Night 41: 1 bài Paris By Night 42: 19 bài |
| 18 | Mẹ                                               | Như Quỳnh | Paris By Night 40: 16 bài MTV Bonus: 4 bài |
| 19 | Đàn Bà                                           | Nguyễn Hưng, Như Quỳnh | Paris By Night 41: 1 bài Paris By Night 43: 18 bài MTV Bonus: 1 bài |
| 20 | Tình Và Tiền                                     | Thế Sơn, Thiên Kim | Paris By Night 44: 19 bài MTV Bonus: 1 bài |
| 21 | Vào Hạ                                           | Thế Sơn, Như Quỳnh, Don Hồ | Paris By Night 45: 18 bài MTV Bonus: 2 bài |
| 22 | 15th Anniversary Celebration                     | Nguyễn Hưng, Lưu Bích, Thùy Dương, Ái Vân, Trúc Lam, Trúc Linh, Thiên Kim, Kỳ Duyên, Bảo Hân, Hoàng Lan, Như Quỳnh | Paris By Night 46: 18 bài Paris By Night 47: 2 bài |
| 23 | Hoàng Thi Thơ 2                                  | Thế Sơn, Như Quỳnh | Paris By Night 47: 20 bài |
| 24 | Tình Yêu Muôn Thuở                               | Thiên Kim | Paris By Night 48: 17 bài Paris By Night 50: 1 bài MTV Bonus: 2 bài |
| 25 | Tình Đời Ca Sĩ                                   | Lưu Bích | Paris By Night 50: 20 bài |
| 26 | Chúng Ta Đi Mang Theo Quê Hương                  | Như Quỳnh | Paris By Night 49: 20 bài |
| 27 | Giã Từ Thế Kỷ                                    | Nguyễn Hưng, Như Quỳnh | Paris By Night 52: 20 bài |
| 28 | Thiên Đường Là Đây                               | Nguyễn Hưng, Lưu Bích, Mạnh Quỳnh, Phi Nhung, Don Hồ, Ngọc Huệ, Hoàng Lan, Trường Vũ, Quốc Hùng, Thiên Kim, Thế Sơn, Loan Châu, Châu Ngọc, Mạnh Đình, Như Quỳnh, Lynda Trang Đài, Trúc Lam, Trúc Linh, Bảo Hân                                               | Paris By Night 53: 20 bài |
| 29 | Tình Không Đổi Thay                              | Nguyễn Hưng, Như Quỳnh, Bảo Hân, Loan Châu, Phi Nhung, Thế Sơn, Lưu Bích, Don Hồ, Thiên Kim | Paris By Night 49: 2 bài Paris By Night 51: 10 bài Paris By Night 53: 2 bài Paris By Night 55: 6 bài |
| 30 | Về Đây Em                                        | Nguyễn Hưng, Thế Sơn, Don Hồ, Lưu Bích, Như Quỳnh, Thiên Kim | Paris By Night 43: 1 bài Paris By Night 54: 18 bài Paris By Night 55: 1 bài |
| 31 | Nhớ Người Yêu                                    | Trường Vũ, Như Quỳnh | Paris By Night 56: 20 bài |
| 32 | Đoạn Cuối Tình Yêu                               | Mạnh Quỳnh, Phi Nhung, Lưu Bích, Loan Châu, Thiên Kim | Paris By Night 57: 20 bài |
| 33 | Xin Đừng Trách Đa Đa                             | Như Quỳnh, Lynda Trang Đài, Lưu Bích, Thiên Kim, Khánh Hà, Loan Châu | Paris By Night 58: 20 bài |
| 34 | Thất Tình                                        | Lưu Bích, Nguyễn Hưng, Thiên Kim, Mạnh Quỳnh, Mạnh Đình, Trường Vũ | Paris By Night 60: 20 bài |
| 35 | Trái Tim Bên Lề                                  | Nguyễn Hưng, Thủy Tiên, Như Quỳnh, Mạnh Quỳnh, Phi Nhung | Paris By Night 62: 20 bài |
| 36 | Trái Tim Rạn Vỡ                                  | Nguyễn Hưng, Lưu Bích, Như Quỳnh, Lương Tùng Quang, Phi Nhung | Paris By Night 61: 20 bài |
| 37 | Phiến Đá Sầu                                     | Thủy Tiên, Don Hồ, Như Loan | Paris By Night 63: 20 bài |
| 38 | Tiếc Nuối Cuộc Tình                              | Như Quỳnh | Paris By Night 41: 2 bài Paris By Night 45: 1 bài Paris By Night 47: 2 bài Paris By Night 52: 2 bài Paris By Night 53: 1 bài Paris By Night 55: 6 bài Paris By Night 56: 1 bài Paris By Night 58: 3 bài Paris By Night 60: 1 bài Paris By Night 62: 1 bài |
| 39 | Cây Đa Bến Cũ                                    | Thiên Kim, Như Quỳnh, Phi Nhung, Hoàng Lan | Paris By Night 59: 22 bài |
| 40 | Yêu                                              | Nguyễn Hưng, Lưu Bích, Như Quỳnh, Trường Vũ, Don Hồ, Thanh Hà, Bảo Hân | Paris By Night 65: 23 bài |
| 41 | Người Tình Và Quê Hương                          | Như Quỳnh, Thế Sơn, Phi Nhung, Loan Châu, Trần Thái Hòa | Paris By Night 66: 25 bài |
| 42 | Đêm Văn Nghệ Thính Phòng                         | Như Quỳnh, Thế Sơn, Ngọc Hạ, Khánh Ly, Trần Thái Hòa, Từ Công Phụng | Paris By Night 64: 24 bài |
| 43 | In San Jose                                      | Như Quỳnh, Lưu Bích, Lâm Nhật Tiến, Lương Tùng Quang, Minh Tuyết, Thủy Tiên, Bảo Hân, Như Loan | Paris By Night 67: 24 bài |
| 44 | Nửa Vầng Trăng                                   | Như Quỳnh, Minh Tuyết, Nguyễn Hưng | Paris By Night 68: 24 bài |
| 45 | Nợ Tình                                          | Lương Tùng Quang, Tú Quyên, Lâm Nhật Tiến, Như Loan, Thanh Hà, Don Hồ, Nguyễn Hưng, Lưu Bích, Thế Sơn, Minh Tuyết | Paris By Night 69: 25 bài |
| 46 | 20th Anniversary                                 | Mạnh Quỳnh, Phi Nhung, Như Quỳnh, Lâm Nhật Tiến, Lưu Bích, Minh Tuyết, Thủy Tiên, Như Loan, Trúc Lam, Trúc Linh, Lynda Trang Đài, Tâm Đoan, Tú Quyên, Loan Châu, Bảo Hân                                                                                     | Paris By Night 71: 26 bài |
| 47 | Xuân Tha Hương                                   | Khánh Hà, Lưu Bích, Như Quỳnh, Trần Thái Hòa, Nguyễn Hưng, Thế Sơn, Dương Triệu Vũ, Vân Quỳnh, Thủy Tiên, Bảo Hân, Như Loan, Minh Tuyết, Tâm Đoan | Paris By Night 76: 25 bài |
| 48 | Thu Ca                                           | Hoàng Oanh, Khánh Ly, Tuấn Ngọc, Khánh Hà, Lệ Thu, Trần Thái Hòa, Như Quỳnh, Trường Vũ, Thủy Tiên, Phi Nhung, Tâm Đoan, Minh Tuyết, Bảo Hân, Trúc Lam, Trúc Linh                                                                                             | Paris By Night 70: 26 bài |
| 49 | 30 Năm Viễn Xứ                                   | không có | Paris By Night 77: 26 bài |
| 50 | Tiếng Hát Từ Nhịp Tim                            | Minh Tuyết, Lâm Nhật Tiến, Như Quỳnh, Tâm Đoan | Paris By Night 72: 24 bài |
| 51 | Yêu Mãi Ngàn Năm                                 | Minh Tuyết, Lâm Nhật Tiến, Bằng Kiều, Vân Quỳnh, Trần Thái Hòa, Ngọc Hạ, Như Quỳnh, Trường Vũ, Nguyễn Hưng, Như Loan | Paris By Night 73: 24 bài |
| 52 | Tết Khắp Mọi Nhà                                 | Nguyễn Hưng, Như Quỳnh, Thế Sơn, Trường Vũ, Trần Thái Hòa, Mạnh Quỳnh, Bằng Kiều, Thế Sơn, Lương Tùng Quang, Loan Châu, Như Loan, Bảo Hân, Tú Quyên, La Sương Sương, Hồ Lệ Thu, Minh Tuyết, Quang Lê, Dương Triệu Vũ                                         | Paris By Night 80: 25 bài |
| 53 | Hoa Bướm Ngày Xưa                                | Lưu Bích, Thế Sơn, Tâm Đoan, Như Quỳnh, Hương Thủy, Như Loan, Bảo Hân, Quang Lê, Trường Vũ | Paris By Night 74: 27 bài |
| 54 | Khúc Hát Ân Tình                                 | Trần Thái Hòa, Ý Lan, Bằng Kiều, Khánh Hà, Trần Thu Hà, Minh Tuyết, Hương Thủy, Như Quỳnh | Paris By Night 83: 26 bài |
| 55 | Xuân Trong Kỷ Niệm                               | Khánh Ly, Trần Thái Hòa, Hương Lan, Chế Linh, Tú Quyên, Lương Tùng Quang, Trần Thu Hà, Loan Châu, Bằng Kiều, Minh Tuyết, Thế Sơn, Nguyễn Hưng, Quang Lê, Hương Thủy, Phương Hồng Quế, Ngọc Đan Thanh, Mạnh Quỳnh, Hà Phương, Tiến Dũng, Thanh Trúc, Xuân Mai | Paris By Night 85: 25 bài |
| 56 | Đường Xưa                                        | Trần Thu Hà, Minh Tuyết, Ngọc Hạ, Lưu Bích, Như Quỳnh, Khánh Hà, Thế Sơn, Ngọc Liên, Quang Lê, Bằng Kiều, Dương Triệu Vũ, Tâm Đoan | Paris By Night 78: 26 bài |
| 57 | Đường Về Quê Hương                               | Quang Lê, Thế Sơn, Như Quỳnh, Minh Tuyết, Hà Phương, Hương Thủy, Hương Giang | Paris By Night 88: 25 bài |
| 58 | Chuyện Một Chiếc Cầu Đã Gãy                      | Quang Lê, Thế Sơn, Như Quỳnh, Minh Tuyết, Nguyễn Hưng, Hồ Lệ Thu, Vân Quỳnh, Adam Hồ, Dương Triệu Vũ | Paris By Night 57: 2 bài Paris By Night 63: 2 bài Paris By Night 81: 17 bài |
| 59 | Tình Mộng                                        | Ngọc Liên, Minh Tuyết, Khánh Hà, Như Quỳnh, Trần Thu Hà | Paris By Night 58: 1 bài Paris By Night 61: 4 bài Paris By Night 82: 15 bài |
| 60 | Về Miền Viễn Đông                                | Minh Tuyết, Ngọc Hạ, Như Quỳnh, Tâm Đoan, Như Loan, Hương Thủy, Bảo Hân | Paris By Night 75: 25 bài |
| 61 | Gõ Cửa Trái Tim                                  | Minh Tuyết, Bằng Kiều, Quang Lê, Mai Thiên Vân, Khánh Hà, Quang Dũng | Paris By Night 92: 23 bài |
| 62 | Dreams                                           | Dương Triệu Vũ, Minh Tuyết, Như Loan, Khánh Ly, Tuấn Ngọc, Khánh Hà, Bằng Kiều, Bảo Hân, Quang Lê, Ngọc Hạ, Nguyễn Hưng, Lưu Bích, Loan Châu, Ngọc Liên, Thế Sơn                                                                                             | Paris By Night 79: 24 bài |
| 63 | In Korea                                         | Minh Tuyết, Trịnh Lam, Như Quỳnh, Bằng Kiều, Bảo Hân, Lương Tùng Quang, Thủy Tiên, Lưu Bích, Loan Châu, Như Loan, Hồ Lệ Thu | Paris By Night 89: 24 bài |
| 64 | Fly With Us To Las Vegas                         | Minh Tuyết, Như Quỳnh, Hương Thủy, Quang Lê, Mai Thiên Vân | Paris By Night 98: 25 bài |
| 65 | Passport To Music And Fashion                    | Như Quỳnh, Quang Lê, Minh Tuyết, Lương Tùng Quang, Khánh Hà, Ý Lan, Bảo Hân, Như Loan, Thanh Trúc, Hồ Lệ Thu, Trúc Lam, Trúc Linh, Tú Quyên, Shayla, Loan Châu                                                                                               | Paris By Night 84: 22 bài |
| 66 | Tóc Mây                                          | Minh Tuyết, Tóc Tiên | Paris By Night 96: 25 bài |
| 67 | Tôi là người Việt Nam                            | Mai Thiên Vân, Quang Lê, Dương Triệu Vũ, Như Quỳnh, Phi Nhung, Duy Trường, Tóc Tiên, Ngọc Hạ, Bằng Kiều, Don Hồ, Hà Phương, Hương Thủy | Paris By Night 99: 30 bài |
| 68 | Huế - Sài Gòn - Hà Nội                           | Mai Thiên Vân, Quang Lê, Minh Tuyết, Hương Lan, Minh Vương | Paris By Night 91: 27 bài |
| 69 | Ghi Nhớ Một Chặng Đường                          | Minh Tuyết, Như Quỳnh, Như Loan, Tóc Tiên, Lynda Trang Đài, Tommy Ngô, Tuấn Ngọc, Khánh Hà, Bằng Kiều, Duy Quang, Phi Khanh, Ngọc Anh, Nguyễn Hưng, Ý Lan, Elvis Phương, Lam Anh, Tú Quyên, Diễm Sương                                                       | Paris By Night 100: 34 bài |
| 70 | Hạnh Phúc Đầu Năm                                | Như Quỳnh, Hương Thủy, Thế Sơn, Mai Thiên Vân, Tóc Tiên, Don Hồ, Quang Lê, Kỳ Phương Uyên, Hương Giang, Quỳnh Vi, Diễm Sương, Ngọc Anh, Nguyệt Anh, Mai Tiến Dũng, Minh Tuyết                                                                                | Paris By Night 101: 28 bài |
| 71 | Nhạc yêu cầu - Tình Ca Lam Phương                | Hương Lan, Minh Tuyết, Bằng Kiều, Như Quỳnh, Quang Lê, Lam Anh, Nguyễn Hưng, Ngọc Hạ, Mai Thiên Vân, Lương Tùng Quang | Paris By Night 102: 26 bài |
| 72 | Tình Sử Trong Âm nhạc Việt Nam                   | Quang Lê, Mai Thiên Vân, Minh Tuyết, Như Quỳnh, Bằng Kiều, Lam Anh, Như Loan, Mai Tiến Dũng, Diễm Sương | Paris By Night 103: 29 bài |

## The Best ofseries (DVD)
| #  | Tên chương trình                                                                  | Năm phát hành | Số tiết mục | Chi tiết |
| -- | --------------------------------------------------------------------------------- | ------------- | ----------- | --- |
| 1  | The Best of Như Quỳnh from Paris By Night                                         | 2000          | 17          | 1. Nỗi Buồn Châu Pha (Lê Dinh) PBN 42 2. Chuyến Đi Về Sáng (Mạnh Phát) PBN 48 3. Chờ Người (Khánh Băng) PBN 39 4. Chuyện Tình Người Trinh Nữ Tên Thi (Hoàng Thi Thơ) PBN 41 5. Bến Thượng Hải (LV: Nhật Ngân) PBN 43 - hát với Nguyễn Hưng 6. Tàn Nỗi Mong Chờ (LV: Lê Xuân Trường) PBN 46 7. Tôi Vẫn Nhớ (Ngân Giang) PBN 38 - hát với Thế Sơn 8. Thương Về Miền Trung (Duy Khánh) PBN 49 9. Múc Ánh Trăng Vàng (Hoàng Thi Thơ) PBN 47 - hát với Thế Sơn 10. Chung Mộng (Lam Phương) PBN 43 11. Chuyện Lứa Đôi (Thế Hiển) PBN 48 - hát với Don Hồ 12. Các Anh Về (Hoàng Thi Thơ) PBN 47 13. Vòng Tay Giữ Trọn Ân Tình (Đỗ Kim Bảng) PBN 44 14. Bọt Biển (Lam Phương) PBN 39 - hát với Thế Sơn 15. Vào Hạ (Lê Hựu Hà) PBN 45 16. Tình Yêu Vỗ Cánh (Thanh Sơn) PBN 50 - hát với Mạnh Đình 17. Đường Xưa Lối Cũ (Hoàng Thi Thơ) PBN 41 |
| 2  | The Best of Nguyễn Hưng from Paris By Night                                       | 2001          | 20          | 1. Khổ Vì Yêu Nàng (Lê Hựu Hà) PBN 52 2. Xe Hoa Một Chiếc (Hoàng Thi Thơ) PBN 47 3. Chỉ Riêng Mình Ta (LV: Lê Xuân Trường) PBN 45 4. Lãng Du (LV: Nguyễn Duy Biên) PBN 39 - hát với Kỳ Duyên 5. Hương (Nhật Ngân) PBN 43 6. Lầm (Lam Phương) MTV 7. Đời Tôi Là Của Tôi (Dino Phạm Hoàng Dũng) PBN 48 8. Bến Thượng Hải (LV: Nhật Ngân) PBN 43 - hát với Như Quỳnh 9. Em Cứ Đi (Lê Vũ) MTV 10. Say (Lam Phương) PBN 36 11. Xin Làm Người Tình Cô Đơn (Châu Kỳ) PBN 54 12. Trả Nợ Tình Xa (Tuấn Khanh) PBN 53 - hát với Lưu Bích 13. Nỗi Buồn Sa Mạc (Tú Nhi) MTV 14. Con Gái Bây Giờ (Quốc Hùng) PBN 46 15. Mưa Hạ (Quang Bình) PBN 42 16. Hoa Hồng Một Đóa (Hoàng Thi Thơ) PBN 41 17. Tình Cho Không (LV: Phạm Duy) PBN 44 - hát với Kỳ Duyên 18. Tình Không Đổi Thay (LV: Nguyễn Ngọc Thiện) PBN 55 19. Hãy Cho Tôi (Dino Phạm Hoàng Dũng) PBN 50 20. Trả Hết Cho Người (Lê Hựu Hà) PBN 56 |
| 3  | The Best of Paris By Night Comdey - Volume 1                                      | 2002          | 4           | 1. Thiên Duyên Tiền Định - Hồng Đào, Quang Minh, Trang Thanh Lan (PBN 46) 2. Ngã Rẽ Cuộc Đời - Hồng Đào, Quang Minh, Trang Thanh Lan, Mỹ Huyền (PBN 50) 3. Niềm Vui Phụ Nữ - Hồng Đào, Quang Minh, Trang Thanh Lan (PBN 48) 4. Gia Tài Người Hàng Xóm - Hồng Đào, Quang Minh, Trang Thanh Lan, Kiều Linh, Trúc Linh (PBN 52) |
| 4  | The Best of Paris By Night Comdey - Volume 2                                      | 2002          | 4           | 1. Mầm Non Văn Nghệ - Kiều Linh, Trang Thanh Lan, Bé Mập, Mỹ Trinh (PBN 51) 2. Thủ Tục Ly Dị - Kiều Linh, Mỹ Huyền, Quốc Anh, Kỳ Duyên (PBN 54) 3. Lá Sầu Riêng Đông Lạnh - Hồng Đào, Quang Minh, Trang Thanh Lan, Mỹ Huyền, Mỹ Trinh (PBN 55) 4. Tái Ngộ Tuyệt Tình Cốc - Hồng Đào, Quang Minh, Trang Thanh Lan, Bé Mập, Loan Châu, Nguyễn Thành, Nguyễn Hải, Andy Vũ, Amy Vũ (PBN 61) |
| 5  | The Best of Paris By Night Comdey - Volume 3                                      | 2002          | 4           | 1. Võ Tòng Sát Tẩu - Hồng Đào, Quang Minh, Trang Thanh Lan, Kiều Linh, Chí Tài (PBN 57) 2. Tình Không Biên Giới - Hồng Đào, Quang Minh, Trang Thanh Lan, Chí Tài (PBN 62) 3. Xoay Chuyển Số Mệnh - Hồng Đào, Trang Thanh Lan, Quang Minh (PBN 56) 4. Chung Một Mái Nhà - Hồng Đào, Quang Minh, Trang Thanh Lan, Chí Tài (PBN 60) |
| 6  | The Best of Lưu Bích from Paris By Night                                          | 2003          | 21          | 1. Tình Xót Xa (Nguyễn Ngọc Thạch) PBN 57 2. Phố Vẫn Xưa (Lê Vũ) PBN 58 3. Trái Tim Lầm Lỡ (LV: Khúc Lan) PBN 39 4. Dại Khờ (Nguyễn Ngọc Thạch) PBN 61 5. Tình Đời Ca Sĩ (LV: Lê Xuân Trường) PBN 50 6. Trả Nợ Tình Xa (Tuấn Khanh) PBN 53 - hát với Nguyễn Hưng 7. Ôi Chưa Kịp Nói Với Nhau Một Lời (Hoàng Thi Thơ) PBN 41 8. Đêm Vắng Anh (LV: Lê Xuân Trường) PBN 46 9. Người Con Gái (LV: Lê Xuân Trường) PBN 51 10. Niềm Đau Của Cát (Hoàng Thi Thơ) PBN 47 11. Về Mái Nhà Xưa (Nguyễn Văn Đông) PBN 49 12. Sống Trong Từng Phút Giây (Lưu Bích, Kỳ Duyên) PBN 48 13. Lần Xa Cách Trong Đời (LV: Lê Xuân Trường) PBN 44 14. Dối Trá (Tuấn Khanh) PBN 54 - hát với Nguyễn Hưng 15. Nụ Hôn Khó Quên (Lưu Bích) PBN 38 16. Như Cơn Mưa Đi Mãi (Bảo Chấn) PBN 55 17. Hát Cho Người Xa Nhà (LV: Phạm Duy) PBN 52 18. Một Lần Được Yêu (Lưu Bích, Kỳ Duyên) PBN 53 - hát với Kỳ Duyên 19. Hạnh Phúc Trong Tầm Tay (Lam Phương) PBN 42 20. Nụ Hôn Đầu Tiên (Quốc Hùng) PBN 56 21. Lưu Bích Tâm Sự |
| 7  | The Best of Nguyễn Hưng 2 from Paris By Night                                     | 2004          | 18          | 1. Điệp Vụ Tình Yêu (Lê Xuân Trường) PBN 57 2. Chờ Một Tiếng Yêu (Lê Hựu Hà) PBN 58 3. Hai Chiếc Bóng Cô Đơn (Tùng Châu, Lê Hựu Hà) PBN 60 - hát với Lưu Bích, Thiên Kim 4. Vũ Khúc Tình Yêu (LV: Lê Hựu Hà) PBN 60 - hát với Lưu Bích 5. Khúc Tình Buồn (Nguyễn Ngọc Thạch) PBN 61 6. Trái Tim Bên Lề (Phạm Khải Tuấn) PBN 62 7. Như Là Tình Yêu (Tuấn Khanh) PBN 62 - hát với Loan Châu 8. Vứt Đi Chữ Tình (Tùng Châu, Lê Hựu Hà) PBN 63 9. Bài Không Tên Số 15 (Vũ Thành An) PBN 64 10. Yêu (Nhật Trung) PBN 65 - hát với Lưu Bích 11. Tôi Đưa Em Sang Sông (Nhật Ngân, Y Vũ) PBN 66 12. Lời Nói Dối Muộn Màng (Nguyễn Duy An) PBN 67 13. Trái Tim Tình Si (Vũ Quốc Việt) PBN 68 14. Lạc Lối (Kim Tuấn) PBN 65 - hát với Thủy Tiên 15. Ngày Đó (Jo Marcel) PBN 69 - hát với Kỳ Duyên 16. Ai Về Sông Tương (Thông Đạt) PBN 59 17. Xa Em Kỷ Niệm (LV: Anh Tài) PBN 69 - hát với Lưu Bích 18. LK Điên (Y Vũ), Say (Giao Tiên) PBN 71 |
| 8  | The Best of Phi Nhung - Mạnh Quỳnh from Paris By Night                            | 2005          | 18          | 1. Tân Cổ "Đêm Cuối" (Ngọc Sơn, Loan Thảo) - Phi Nhung, Mạnh Quỳnh 2. Tân Cổ "Hai Đứa Giận Nhau" (Hoài Linh, Mạnh Quỳnh) PBN 67 - Phi Nhung, Mạnh Quỳnh 3. Trở Lại Bạc Liêu (Vũ Đức Sao Biển) PBN 61 - Phi Nhung 4. Lính Xa Nhà (Trịnh Lâm Ngân) PBN 66 - Mạnh Quỳnh 5. Một Căn Nhà Mướn (Cô Phượng, Mạnh Quỳnh) PBN 72 - Mạnh Quỳnh 6. Tân Cổ "Đoạn Cuối Tình Yêu" (Tú Nhi, Loan Thảo, Mạnh Quỳnh) PBN 57 - Phi Nhung, Mạnh Quỳnh 7. Chuyện Làm Dâu (Võ Thiện Thanh) PBN 63 - Phi Nhung 8. Tân Cổ "Hờn Anh Giận Em" (Tuấn Lê, Mạnh Quỳnh) PBN 71 - Phi Nhung, Mạnh Quỳnh 9. Chiều Qua Phà Hậu Giang (Trịnh Lâm Ngân) PBN 66 - Phi Nhung 10. Dù Anh Nghèo (Tô Thanh Tùng) PBN 52 - Phi Nhung, Mạnh Quỳnh 11. Con Đê Chung Tình (Dino Phạm Hoàng Dũng) PBN 68 - Phi Nhung 12. Số Nghèo (Như Phy) PBN 58 - Mạnh Quỳnh 13. Tân Cổ "Thành Phố Buồn" (Lam Phương, Mạnh Quỳnh) PBN 69 - Phi Nhung, Mạnh Quỳnh 14. Lý Con Sáo Bạc Liêu (Phan Ni Tấn) PBN 49 - Phi Nhung 15. Tân Cổ "Phận Gái Thuyền Quyên" (Giao Tiên, Nguyên Thảo, Mạnh Quỳnh) PBN 60 - Phi Nhung, Mạnh Quỳnh 16. Tân Cổ "Đón Xuân Này Nhớ Xuân Xưa" (Châu Kỳ, Mạnh Quỳnh) PBN 76 - Phi Nhung, Mạnh Quỳnh 17. Tân Cổ "Duyên Nghèo" (Mạnh Quỳnh) PBN 65 - Phi Nhung, Mạnh Quỳnh 18. Tân Cổ "Căn Nhà Màu Tím" (Hoài Linh, Loan Thảo) PBN 53 - Phi Nhung, Mạnh Quỳnh                                                    |
| 9  | The Best of Paris By Night Comdey - Volume 4                                      | 2005          | 4           | 1. Lộng Giả Thành Chân - Hồng Đào, Quang Minh, Trang Thanh Lan, Trúc Lam, Calvin Hiệp (PBN 63) 2. Lần Đầu Gặp Gỡ - Hồng Đào, Quang Minh, Trang Thanh Lan, Chí Tài (PBN 67) 3. Những Tờ Di Chúc - Hồng Đào, Quang Minh, Trang Thanh Lan, Trúc Lam, Calvin Hiệp (PBN 65) 4. Trần Trừng Trị Tái Xuất Giang Hồ - Trang Thanh Lan, Kiều Linh, Chí Tài (PBN 66) |
| 10 | The Best of Paris By Night Comdey - Volume 5                                      | 2005          | 4           | 1. Tiếng Hát Điêu Thuyền - Hồng Đào, Quang Minh, Trang Thanh Lan, Kiều Linh, Calvin Hiệp (PBN 68) 2. Con Đường Định Mệnh - Hồng Đào, Quang Minh, Kiều Linh, Calvin Hiệp (PBN 69) 3. Đắc Kỷ Trụ Vương - Hồng Đào, Quang Minh, Trang Thanh Lan, Chí Tài, Kiều Linh, Quốc Anh, Thời Danh (PBN 71) 4. Chứng Bệnh Nan Y - Trang Thanh Lan, Chí Tài, Kiều Linh, Uyên Chi, Mai Lan (PBN 72) |
| 11 | The Best of Như Quỳnh - Trường Vũ from Paris By Night: Không Giờ Rồi              | 2006          | 20          | 1. LK Con Đường Xưa Em Đi (Châu Kỳ, Hồ Đình Phương), Xin Anh Giữ Trọn Tình Quê (Duy Khánh) PBN 77 - Trường Vũ, Như Quỳnh 2. Chia Xa (Hồng Vân) PBN 56 - Trường Vũ 3. Không Giờ Rồi (Vinh Sử) PBN 60 - Trường Vũ, Như Quỳnh 4. Tiếng Hát Chim Đa Đa (Võ Đông Điền) PBN 52 - Như Quỳnh 5. Trên Lối Nhỏ (Vinh Sử, Cô Phượng) PBN 58 - Trường Vũ 6. Chiều Bên Đồi Sim (Đài Phương Trang) PBN 65 - Trường Vũ, Như Quỳnh 7. Hoa Tím Bằng Lăng (Võ Đồng Điền) PBN 57 - Trường Vũ 8. Xin Đừng Trách Đa Đa (Võ Đông Điền) PBN 58 - Như Quỳnh 9. Anh Tiền Tuyến Em Hậu Phương (Minh Kỳ) PBN 67 - Trường Vũ, Như Quỳnh 10. Xin Tròn Tuổi Loạn (Hoài Linh) PBN 61 - Trường Vũ 11. Thành Phố Sương Mù (Huỳnh Anh) PBN 54 - Như Quỳnh 12. Trăng Rụng Xuống Cầu (Hoàng Thi Thơ) PBN 68 - Trường Vũ, Như Quỳnh 13. Tấm Ảnh Ngày Xưa (Lê Dinh) PBN 70 - Trường Vũ 14. Hẩm Hiu Một Mình (Trương Quang Tuấn) PBN 57 - Như Quỳnh 15. LK Sao Không Thấy Anh Về, Nén Hương Yêu (Duy Khánh) PBN 69 - Trường Vũ, Như Quỳnh 16. Người Ngoài Phố (Anh Việt Thu) PBN 72 - Như Quỳnh 17. Thư Cho Vợ Hiền (Song Ngọc) PBN 74 - Trường Vũ 18. Đính Ước (Giao Tiên) PBN 73 - Trường Vũ, Như Quỳnh 19. Hai Kỷ Niệm Một Chuyến Đi (Tuấn Khanh) PBN 64 - Như Quỳnh 20. Nhớ Người Yêu (Hoàng Hoa, Thảo Trang) PBN 56 - Trường Vũ, Như Quỳnh                                                                       |
| 12 | The Best of Minh Tuyết from Paris By Night: Đã Không Yêu Thì Thôi                 | 2008          | 21          | 1. Đã Không Yêu Thì Thôi (Hoài An) PBN 81 2. Trái Tim Lỡ Lầm (Lê Quang) PBN 65 3. Vị Ngọt Đôi Môi (Tùng Châu, Lê Hựu Hà) PBN 69 - hát với Thế Sơn 4. Thầm Gọi Tên Anh (LV: Nhật Ngân) PBN 67 5. Đợi Bước Anh Về (Trịnh Nam Sơn) PBN 77 6. Mùa Thu Trong Mưa (Trường Sa) PBN 70 7. Ngày Xưa Anh Hỡi (Đồng Sơn) PBN 71 8. Đóa Hồng Đẫm Máu (LV: Vũ Xuân Hùng) PBN 75 9. Anh Thì Không (LV: Vũ Xuân Hùng) PBN 72 10. Đừng Xa Em Nhé (Thái Thịnh) PBN 82 11. Trọn Kiếp Bình Yên (Đăng Anh) PBN 79 - hát với Dương Triệu Vũ 12. Xuân Và Tuổi Trẻ (La Hối) PBN 76 13. Lạnh Trọn Đêm Mưa (Huỳnh Anh) PBN 74 14. Thoát Ly (Quốc Dũng) PBN 78 15. Yêu Mãi Ngàn Năm (Tùng Châu, Nguyễn Ngọc Thiện) PBN 73 - hát với Lâm Nhật Tiến 16. Thương Ca Mùa Hạ (Thanh Sơn) PBN 83 17. Nếu Xuân Này Vắng Anh (Bảo Thu) PBN 85 18. Tình Dù Trăm Lối (Tùng Châu, Nguyễn Ngọc Thiện) PBN 84 - hát với Lương Tùng Quang 19. Làm Sao Anh Biết (Lê Vũ) PBN 68 20. Vầng Trăng Đêm Trôi (LV: Lê Quang) PBN 86 21. Giờ Thì Anh Đã Biết (Thái Thịnh) PBN 86 - hát với Bằng Kiều |
| 13 | The Best of Như Quỳnh 2 from Paris By Night: Nửa Vầng Trăng                       | 2008          | 16          | 1. Nửa Vầng Trăng (Nhật Trung) PBN 68 2. Em Đi Xem Hội Trăng Rằm (Nguyễn Nghị) PBN 56 3. Lời Ru Của Mẹ (Kim Tuấn) PBN 63 4. Hương Tình Muộn (Nhật Ngân, Hương Thảo) PBN 66 5. Dù Cho Hoa Tàn Úa (LV: Khúc Lan) PBN 61 6. Chuyện Tình Buồn (LV: Nhật Ngân) PBN 51 7. Còn Thương Rau Đắng Mọc Sau Hè (Bắc Sơn) PBN 81 8. Người Ngoài Phố (Anh Việt Thu) PBN 72 9. Khúc Ca Đồng Tháp (Thu Hồ) PBN 71 10. Xuân Mong Chờ (LV: Minh Châu) PBN 80 11. Xuân Họp Mặt (Văn Phụng) PBN 76 - hát với Loan Châu, Bảo Hân, Thủy Tiên 12. Mưa Rừng (Huỳnh Anh) PBN 74 13. Đêm Chôn Dầu Vượt Biển (Châu Đình An) PBN 77 14. Khúc Hát Ân Tình (Xuân Tiên, Song Hương) PBN 83 - hát với Hạ Vy, Minh Tuyết, Hà Phương 15. Vọng Cổ Buồn (Minh Vy) PBN 82 16. Mưa Trên Quê Hương (Minh Châu) PBN 89 |
| 14 | The Best of Quang Lê from Paris By Night: Đập Vỡ Cây Đàn                          | 2008          | 19          | 1. Đập Vỡ Cây Đàn (Hoa Linh Bảo) PBN 82 2. Nước Non Ngàn Dặm Ra Đi (Phạm Duy) PBN 90 - hát với Mai Thiên Vân 3. Xuân Này Con Về Mẹ Ở Đâu (Nhật Ngân) PBN 76 4. Chuyện Một Chiếc Cầu Đã Gãy (Trầm Tử Thiêng) PBN 81 5. Đường Về Quê Hương (Lam Phương) PBN 88 6. Cay Đắng Bờ Môi (Châu Đình An) PBN 77 7. Xuân Này Con Không Về (Trịnh Lâm Ngân) PBN 85 8. Áo Hoa (Trần Quang Lộc) PBN 84 - hát với Như Quỳnh 9. Cô Hàng Xóm (Bảo Thu) PBN 72 10. Hai Quê (Đinh Miên Vũ) PBN 89 11. Đêm Trao Kỷ Niệm (Hùng Cường) PBN 75 12. Mừng Tuổi Mẹ (Trần Long Ẩn) PBN 80 13. Xin Gọi Nhau Là Cố Nhân (Song Ngọc) PBN 74 14. Hương Tóc Mạ Non (Thanh Sơn) PBN 83 - hát với Hà Phương 15. Ai Ra Xứ Huế (Duy Khánh) PBN 73 - hát với Ngọc Hạ 16. Hương Giang Còn Tôi Chờ (Châu Kỳ) PBN 78 17. Sương Trắng Miền Quê Ngoại (Đinh Miên Vũ) PBN 69 18. Thư Xuân Trên Rừng Cao (Trịnh Lâm Ngân) PBN 66 19. Kẻ Ở Miền Xa (Trúc Phương) PBN 71 |
| 15 | The Best of Trần Thái Hòa from Paris By Night: Cô Láng Giềng                      | 2008          | 18          | 1. Cô Láng Giềng (Hoàng Quí) PBN 62 2. Đường Em Đi (Phạm Duy) PBN 61 3. Có Bao Giờ Em Hỏi (Phạm Duy, Duyên Anh) PBN 63 4. Nhạt Nhòa (Tuấn Khanh) PBN 64 5. Khắc Khoải (Diệu Hương) PBN 65 6. Nỗi Đau Từ Đấy (Ngô Thụy Miên) PBN 66 7. Áo Anh Sứt Chỉ Đường Ta (Phạm Duy, Hữu Loan) PBN 67 8. Cõi Vắng (Diệu Hương) PBN 68 9. Rồi Mai Tôi Đưa Em (Trường Sa) PBN 70 10. Thuở Ấy Có Em (Huỳnh Anh) PBN 71 11. Đêm Đông (Nguyễn Văn Thương) PBN 72 12. Em Gắng Chờ (Huỳnh Anh) PBN 74 13. Hoa Bướm Ngày Xưa (Nguyễn Hiền) PBN 74 - hát với Như Quỳnh 14. Xuân Tha Hương (Phạm Đình Chương) PBN 76 15. Biết Bao Giờ Trở Lại (Ngô Thụy Miên) PBN 77 16. Paris Và Em (Tùng Giang) PBN 78 17. Tình Rơi (Hồ Đăng Long) PBN 82 18. Chờ Một Kiếp Mai (Xuân Tiên) PBN 83 |
| 16 | The Best of Hoài Linh from Paris By Night                                         | 2008          | 4           | 1. Con Sáo Sang Sông - Hoài Linh, Chí Tài, Kiều Linh, Minh Phượng, Mai Lan, Thời Danh (PBN 75) 2. Thà Ăn Mày Hơn Ăn Cướp - Hoài Linh, Trang Thanh Lan (PBN 80) 3. Xin Đừng Yêu Tôi - Hoài Linh, Chí Tài, Hương Thủy (PBN 82) 4. Lầm - Hoài Linh, Chí Tài (PBN 88) |
| 17 | The Best of Kiều Oanh from Paris By Night                                         | 2008          | 4           | 1. Chồng Chúa Vợ Tôi - Kiều Oanh, Lê Tín, Kiều Linh, Ngọc Đan Thanh (PBN 90) 2. Trúng Số Độc Đắc - Kiều Oanh, Lê Tín (PBN 82) 3. Người Ở Thời Hiện Đại - Kiều Oanh, Lê Tín, Trang Thanh Lan (PBN 86) 4. Tình Quê - Kiều Oanh, Lê Tín (PBN 83) |
| 18 | The Best of Bằng Kiều from Paris By Night: Linh Hồn Đã Mất                        | 2009          | 18          | 1. Linh Hồn Đã Mất (Bằng Kiều) PBN 89 2. Anh Sẽ Nhớ Mãi (Đức Trí, Bằng Kiều) PBN 72 3. Yêu Thương Mong Manh (Đức Trí, Hà Quang Minh) PBN 79 - hát với Minh Tuyết 4. Phút Cuối (Lam Phương) PBN 88 5. Những Ngày Đẹp Trời (LV: Hồ Văn Quân) PBN 81 6. Dẫu Có Lỗi Lầm (Hồ Hoài Anh) PBN 73 - hát với Vân Quỳnh 7. Vá Lại Tình Tôi (Tâm Nguyên) PBN 77 8. Em Đến Thăm Anh Đêm 30 (Vũ Thành An, Nguyễn Đình Toàn) PBN 85 9. LK Cơn Gió Thoảng, Trái Tim Tội Lỗi (Quốc Dũng) PBN 78 - hát với Thanh Hà 10. Chị Tôi (Trần Tiến) PBN 90 11. Mưa Trên Ngày Tháng Đó (Từ Công Phụng) PBN 75 12. Giờ Thì Anh Đã Biết (Thái Thịnh) PBN 86 - hát với Minh Tuyết 13. Buồn Ơi Chào Mi (Nguyễn Ánh 9) PBN 83 14. Quên Đi Hết Đam Mê (Nhật Trung) PBN 73 - hát với Thủy Tiên 15. Biển Vắng (Tùng Giang) PBN 78 16. LK Tình Khúc Tháng Sáu (Ngô Thụy Miên), Đường Xa Ướt Mưa (Đức Huy) PBN 82 - hát với Trần Thu Hà 17. Lắng Nghe Mùa Xuân Về (Dương Thụ) PBN 80 18. Bản Tình Cuối (Ngô Thụy Miên) PBN 86 |
| 19 | The Best of Tâm Đoan from Paris By Night: Mùa Đông Hoa Trắng                      | 2009          | 19          | 1. Mười Thương (Phạm Đình Chương) PBN 90 2. Rồi 30 Năm Qua (Nhật Ngân) PBN 77 3. Mùa Đông Hoa Trắng (Nguyễn Nhất Huy) PBN 72 4. Thầm Ước (Nguyễn Hiền) PBN 74 5. Đám Cưới Đầu Xuân (Trần Thiện Thanh) PBN 85 - hát với Thế Sơn 6. Hành Trình Trên Đất Phù Sa (Thanh Sơn) PBN 73 - hát với Hương Thủy 7. Đàn Không Tiếng Hát (Châu Kỳ) PBN 78 8. Biết Nói Gì Đây (Huỳnh Anh) PBN 74 - hát với Thế Sơn 9. Nếu Biết Trước (Lương Bằng Vinh) PBN 75 10. Tâm Sự Ngày Xuân (Hoài An) PBN 80 11. Tự Tình Quê Hương (Nhật Ngân, Trịnh Việt Cường) PBN 91 12. Xuân Về (LV: Nguyễn Ngọc Thiện) PBN 76 13. Cho Vừa Lòng Em (Nhật Ngân) PBN 87 14. Đêm Ngậm Ngùi (Lương Bằng Vinh) PBN 79 - hát với Như Quỳnh 15. Xin Dìu Nhau Đến Tình Yêu (Đỗ Kim Bảng) PBN 67 16. Một Lần Xa Bến (Trường Sa) PBN 70 17. Ngày Đá Đơm Bông (Nhật Ngân) PBN 66 18. Thoáng Giấc Mơ Qua (Nguyễn Vũ) PBN 69 - hát với Thế Sơn 19. Người Mang Tâm Sự (Như Phy) PBN 63 |
| 20 | The Best of Thế Sơn from Paris By Night                                           | 2009          | 20          | 1. Bất Chợt Ta Nhìn Nhau (Võ Đông Điền) PBN 68 2. Ngày Vui Qua Mau (Nhật Ngân) PBN 39 3. Lệ Tình Buồn (Mai Nguyễn) PBN 37 4. Đường Tình Hai Lối (Tùng Châu, Khánh Uyên) PBN 53 - hát với Don Hồ, Châu Ngọc 5. Người Nghệ Sĩ Mù (Hoàng Thi Thơ) PBN 47 6. Đời Là Như Thế (Nguyễn Hoài Anh) PBN 72 7. Xuân Trong Rừng Thẳm (Trần Anh Mai) PBN 85 - hát với Trần Thái Hòa, Tiến Dũng 8. Chuyện Người Đàn Bà 2000 Năm Trước (Song Ngọc) PBN 45 9. Con Trai Thời Nay (Quốc Hùng) PBN 60 10. Tình Quê Hương (Đan Thọ) PBN 49 11. Múc Ánh Trăng Vàng (Hoàng Thi Thơ) PBN 47 - hát với Như Quỳnh 12. Một Mai Giã Từ Vũ Khí (Nhật Ngân) PBN 66 13. Mai Lệ Xuân (Song Ngọc, Hoài Linh) PBN 80 14. Về Dưới Mái Nhà (Xuân Tiên, Y Vân) PBN 83 - hát với Trần Thái Hòa, Quang Lê 15. LK Lần Đầu Lần Cuối (Vũ Chương, Dạ Cầm), Bản Tình Cuối (Ngô Thụy Miên), 10 Năm Tình Cũ (Trần Quảng Nam) PBN 42 16. Sắc Hoa Màu Nhớ (Nguyễn Văn Đông) PBN 58 - hát với Như Quỳnh 17. Phiên Gác Đêm Xuân (Nguyễn Văn Đông) PBN 76 18. Tiếng Dân Chài (Phạm Đình Chương) PBN 52 - hát với Nguyễn Hưng, Như Quỳnh, Hoàng Lan, Phi Nhung 19. Tình Muộn (Song Ngọc) PBN 74 20. Ước Vọng Tương Lai (Tùng Châu, Lê Hựu Hà) PBN 57 - hát với Don Hồ, Như Quỳnh, Lưu Bích, Thiên Kim |
| 21 | The Best of Thiên Kim from Paris By Night                                         | 2009          | 19          | 1. Đời Em Như Cát Khô (Lê Xuân Trường) PBN 46 2. Tình Yêu Muôn Thuở (LV: Lê Hựu Hà) PBN 48 3. Tiếc Làm Gì (LV: Lê Hựu Hà) PBN 57 4. Một Khoảng Trời Bơ Vơ (Lê Xuân Trường) PBN 56 5. Sắc Màu (Trần Tiến) PBN 58 6. Đường Ai Nấy Đi (LV: Lê Xuân Trường) PBN 51 7. Khi Em Thoáng Qua Đời Tôi (Mai Anh Việt) PBN 43 8. Rong Chơi Cuối Trời Quên Lãng (Hoàng Thi Thơ) PBN 41 9. Trở Về (Châu Kỳ) PBN 59 10. Tình Là Gì (Tùng Châu, Lê Hựu Hà) PBN 52 11. Khi Người Xa Tôi (Lê Xuân Trường) PBN 42 12. Sao Không Đến Bên Em (LV: Giáng Ngọc) PBN 45 13. Khi Con Tim Buốt Giá (Quốc Hùng) PBN 55 14. Vì Sao (LV: Lê Xuân Trường) PBN 50 15. Hãy Về Với Em (Thái Hùng) PBN 61 16. Tóc Gió Thôi Bay (Trần Tiến) PBN 62 17. Nha Trang Ngày Về (Phạm Duy) PBN 49 18. Lệ Buồn (Hoàng Thi Thơ) PBN 47 19. Vì Sao Em Ơi (Quốc Hùng) PBN 53 - hát với Quốc Hùng |
| 22 | The Best of Hương Thủy from Paris By Night                                        | 2010          | 18          | 1. Ngợi Ca Quê Hương Em (Thanh Sơn) PBN 94 2. Nào Biết Nào Hay PBN 93 3. Hành Trình Trên Đất Phù Sa (Thanh Sơn) PBN 73 - hát với Tâm Đoan 4. Tân Cổ "Hình Bóng Quê Nhà" (Thanh Sơn, Mạnh Quỳnh) PBN 77 - hát với Mạnh Quỳnh 5. Đoản Xuân Ca (Thanh Sơn) PBN 80 6. Em Đi Trên Cỏ Non (Bắc Sơn) PBN 84 - hát với Hà Phương 7. Vọng Cổ "Tình Xuân" (Hoàng Song Việt) PBN 85 8. Hương Đồng Gió Nội (Song Ngọc) PBN 74 - hát với Như Loan, Bảo Hân 9. Thị Trấn Mù Sương (Thanh Sơn) PBN 83 10. Rừng Lá Thay Chưa (Huỳnh Anh) PBN 74 - hát với Mạnh Quỳnh 11. LK Nắng Đẹp Miền Nam, Khúc Ca Ngày Mùa (Lam Phương) PBN 88 - hát với Hà Phương 12. Ca Dao (Đặng Quang Vinh) PBN 72 13. Khát Vọng Xưa (LV: Nguyễn Ngọc Thiện) PBN 75 14. Đêm Giao Thừa Nghe Một Khúc Dân Ca (Võ Đông Điền) PBN 76 15. Đoạn Cuối Cho Cuộc Tình (Nguyễn Vũ) PBN 92 - hát với Thế Sơn 16. Em Về Miệt Thứ (Hà Phương) PBN 81 17. Tân Cổ "Bạc Trắng Lửa Hồng" (Thy Linh, Mạnh Quỳnh) PBN 89 - hát với Mạnh Quỳnh 18. Vọng Cổ "Mẹ Vẫn Đợi Con Về" (Viễn Châu) PBN 79 - hát với Ngọc Đan Thanh |
| 23 | The Best of Ngọc Hạ from Paris By Night: Buồn Tàn Thu                             | 2010          | 19          | 1. Không Thể Và Có Thể (Phó Đức Phương) PBN 67 2. Mái Đình Làng Biển (Nguyễn Cường) PBN 63 3. Buồn Tàn Thu (Văn Cao) PBN 65 4. Ai Ra Xứ Huế (Duy Khánh) PBN 73 - hát với Quang Lê 5. Trăng Rơi Bên Hồ (Nhật Trung) PBN 75 6. Giã Từ Cố Đô (Phạm Mạnh Cương) PBN 70 7. Nhớ Nhau (Tuấn Khanh) PBN 64 8. Tình Hoài Hương (Phạm Duy) PBN 71 9. Tóc Mai Sợi Vắn Sợi Dài (Phạm Duy) PBN 79 - hát với Trần Thái Hòa 10. Mùa Xuân Của Mẹ (Trịnh Lâm Ngân) PBN 66 11. Đêm Tàn Bến Ngự (Dương Thiệu Tước) PBN 68 12. Non Nước Hữu Tình (Thanh Sơn) PBN 72 13. Tình Lúa Duyên Trăng (Hoài An, Hồ Đình Phương) PBN 79 - hát với Quang Lê 14. Bài Hát Ru Mùa Đông (Dương Thu) PBN 69 15. Hà Nội Ngày Tháng Cũ (Song Ngọc) PBN 74 16. Đường Xưa (Quốc Dũng) PBN 78 17. Trở Về Mái Nhà Xưa (LV: Phạm Duy) PBN 73 - hát với Trần Thái Hòa 18. Dòng Sông Xanh (LV: Phạm Duy) PBN 95 19. Tình Nghèo (Phạm Duy) PBN 94 - hát với Quang Lê |
| 24 | The Best of Như Quỳnh 3 from Paris By Night: Hoa Tím Người Xưa                    | 2010          | 21          | 1. Tơ Tằm (Huỳnh Ngọc Đông) PBN 67 2. LK Trương Chi Mỵ Nương (Tùng Châu, Lê Hựu Hà), Chuyện Tình Bên Nhánh Sông Gầy (Nguyễn Duy An) PBN 71 - hát với Lâm Nhật Tiến 3. Huế Buồn (Lê Dinh) PBN 70 4. Mười Ngón Tay Tình Yêu (LV: Nhật Ngân) PBN 65 5. LK Cảm Ơn, Xuân Này Con Không Về (Trịnh Lâm Ngân) PBN 66 - hát với Thế Sơn, Mạnh Quỳnh, Phi Nhung 6. Làng Tôi (Chung Quân) PBN 59 7. Chồng Xa (Võ Thiện Thanh) PBN 62 8. Hoa Tím Người Xưa (Thanh Sơn) PBN 38 9. Niềm Vui Không Trọn Vẹn (Lam Phương) PBN 50 10. Câu Lạc Bộ Làm Quen (Quốc Dũng) PBN 55 11. Tiếng Dân Chài (Phạm Đình Chương) PBN 52 - hát với Nguyễn Hưng, Thế Sơn, Hoàng Lan, Phi Nhung 12. Tiếng Hát Chim Đa Đa (Võ Đông Điền) PBN 52 13. Xin Đừng Trách Đa Đa (Võ Đông Điền) PBN 58 14. Yêu Cái Đèn Cù (Song Ngọc) PBN 60 15. Chị Đi Tìm Em (Vũ Quốc Việt) PBN 75 16. Chờ Anh Bên Đồi (Xuân Tiên) PBN 83 17. Câu Chuyện Đầu Năm (Hoài An) PBN 76 18. Xuân Quê Ta (Nhật Trung) PBN 80 - hát với Thế Sơn, Lương Tùng Quang, Tâm Đoan 19. Ngại Ngùng (Quốc Dũng, Xuân Kỳ) PBN 78 20. Đố Ai (Phạm Duy) PBN 73 21. Sao Em Nỡ Vội Lấy Chồng (Trần Tiến) PBN 84 - hát với Minh Tuyết, Ngọc Liên, Hương Thủy, Loan Châu, Thanh Trúc, Tú Quyên, Hà Phương |
| 25 | The Best of Ý Lan from Paris By Night                                             | 2010          | 18          | 1. 20 Năm Tình Cũ (Trần Quảng Nam) PBN 35 2. Mái Tóc Dạ Hương (Nguyễn Hiền, Đinh Hùng) PBN 36 3. Ánh Đèn Màu (LV: Phạm Duy) PBN 39 4. Đêm Cuối Cùng (Phạm Đình Chương) PBN 45 5. Đừng Lừa Dối Nhau (Y Vân) PBN 46 6. Không Còn Mùa Thu (Việt Anh) PBN 52 7. Đưa Em Tìm Động Hoa Vàng (Phạm Duy, Phạm Thiên Thu) PBN 62 8. Bài Không Tên Số 6 (Vũ Thành An) PBN 64 9. Hạnh Phúc Mang Theo (Lam Phương) PBN 71 10. LK Nụ Tầm Xuân, Bài Ca Sao (Phạm Duy) PBN 73 - hát với Thái Thanh 11. Tiễn Đưa (Song Ngọc, Nguyên Sa) PBN 74 12. Duyên Tình (Xuân Tiên, Y Vân) PBN 83 13. Nghìn Trùng Xa Cách (Phạm Duy) PBN 84 - hát với Khánh Hà 14. Mình Ơi (Diệu Hương) PBN 86 15. Tưởng Như Còn Người Yêu (Phạm Duy, Lê Thị Ý) PBN 90 16. Hãy Cứ Là Tình Nhân (Tú Minh) PBN 95 17. Nhạt Nhòa (Tuấn Khanh) PBN 99 18. La Vie En Rose (LV: Diệu Hương) PBN Divas |
| 26 | The Best of Duy Trường from Paris By Night                                        | 2011          | 15          | 1. LK Thói Đời (Trúc Phương), Trong Tầm Mắt Đời (Tú Nhi) PBN 96 - hát với Lý Duy Vũ 2. Quen Nhau Trên Đường Về (Thăng Long) PBN 91 - hát với Quỳnh Dung 3. Buồn Con Sáo Sậu (Minh Vy) 4. Gặp Lại Cố Nhân (Hàn Sinh) 5. Xin Vẫy Tay Chào (Tú Nhi) 6. Người Yêu Cô Đơn (Đài Phương Trang) 7. Sài Gòn Em Nhớ Ai (Minh Vy) PBN 97 - hát với Hương Thủy 8. Ai Khổ Vì Ai (Thương Linh) PBN 86 - hát với Quỳnh Dung 9. Mình Ơi (Minh Vy) 10. Tủi Phận (Thái Hùng) 11. Tình Đẹp Hậu Giang (Trần Thiện Thanh) PBN 99 - hát với Phi Nhung 12. LK Nụ Cười Biệt Ly (Ngọc Sơn), Nhớ Người Yêu (Hoàng Hoa, Thảo Trang), Mất Nhau Rồi (Ngân Trang) PBN 98 - hát với Thành An, Lý Duy Vũ 13. LK Người Lính Già Xa Quê Hương (Nhật Ngân), Những Đóm Mắt Hỏa Châu (Hàn Châu), Xin Anh Giữ Trọn Tình Quê (Duy Khánh) PBN 96 - hát với Khánh Hoàng, Quỳnh Dung 14. Ngày Xuân Thăm Nhau (Hoài An, Trang Dũng Phương) PBN 101 - hát với Quỳnh Dung 15. Nội Tôi (Đình Văn) PBN 93 |
| 27 | The Best of Mai Tiến Dũng from Paris By Night: Rewind                             | 2012          | 17          | 1. 60 Năm Cuộc Đời (Y Vân) PBN 93 2. LK Dịu Dàng Đến Từng Phút Giây (Lương Bằng Quang), Như Vẫn Còn Đây (Phúc Trường) PBN 100 - hát với Hương Giang 3. Quay Mặt Bước Đi (Thái Thịnh) 4. Ta Chưa Quên Được Nhau (Mạnh Quân) 5. Người Tình Ơi Mơ Gì (Nguyễn Tường Văn) PBN 101 - hát với Tóc Tiên 6. LK Mùa Thu Yêu Đương, Bé Yêu (Lam Phương) PBN 102 - hát với Tóc Tiên 7. Môi Xinh Nụ Cười (Hoài An) PBN 103 8. Angel (Hoài An) PBN 104 - hát với Tóc Tiên 9. Ngó Lơ (Đình Bảo) PBN 105 10. Say Nắng (Đình Bảo) 11. Chỉ Vì Yêu Em (Nguyễn Hoàng Duy) 12. Hẹn Gặp Lại Em (Bảo Thạch) 13. Hoa Nắng (Vũ Văn Hà) PBN 89 - hát với Sunny Lương 14. Nhịp Đập Tình Yêu (Hoài An) 15. Cứ Ngủ Say (Nguyễn Hải Phong) PBN 96 - hát với Hương Giang 16. Bất Chợt Một Tình Yêu (Nguyễn Đức Cường) PBN 98 17. Khi Xưa Ta Bé (LV: Phạm Duy) PBN 95 - hát với Hương Giang |
| 28 | The Best of Như Quỳnh 4 from Paris By Night: Trả Lại Thời Gian                    | 2012          | 15          | 1. Mơ Ánh Trăng Về (LV: Như Quỳnh, Huỳnh Gia Tuấn) PBN 98 2. Duyên Phận (Thái Thịnh) PBN 99 3. Mơ Một Tình Yêu (Tùng Châu, Thái Thịnh) PBN 100 - hát với Minh Tuyết 4. Con Đường Mang Tên Em (Trúc Phương) PBN 100 - hát với Trường Vũ 5. Xuân Đẹp Làm Sao (Thanh Sơn) PBN 101 6. Thuyền Không Bến Đỗ (Lam Phương) PBN 102 7. Trả Lại Thời Gian (Thanh Sơn) PBN 103 8. LK Phượng Buồn (Thanh Sơn, Thanh Vũ), Kỷ Niệm Nào Buồn (Hoài An) PBN 104 - hát với Mạnh Quỳnh 9. Lạ Giường (Trịnh Lam) 10. Vùng Lá Me Bay (Anh Việt Thanh) 11. Áo Hoa (Trần Quang Lộc) PBN 84 - hát với Quang Lê 12. Phố Đêm (Tâm Anh) PBN 84 - hát với Trường Vũ 13. Nối Lại Tình Xưa (Ngân Giang) PBN 79 - hát với Mạnh Quỳnh 14. Hoa Bướm Ngày Xưa (Nguyễn Hiền) PBN 74 - hát với Trần Thái Hòa 15. LK Nước Cuốn Hoa Trôi (Hồng Vân), Tình Nàng La Lan (Hàn Châu) PBN Divas |
| 29 | The Best of Quang Lê - Mai Thiên Vân from Paris By Night: Nước Non Ngàn Dặm Ra Đi | 2012          | 21          | 1. Nước Ngon Ngàn Dặm Ra Di (Phạm Duy) PBN 90 - Quang Lê, Mai Thiên Vân 2. Tiếng Sông Hương (Phạm Đình Chương) PBN 91 - Mai Thiên Vân 3. Gõ Cửa Trái Tim (Vinh Sử) PBN 92 - Quang Lê, Mai Thiên Vân 4. Thương Hoài Ngàn Năm (Phạm Mạnh Cương) PBN 93 - Mai Thiên Vân 5. Tương Tư Nàng Ca Sĩ (Kông Thanh Bích) PBN 95 - Quang Lê 6. Nếu Anh Đừng Hẹn (Lê Dinh) PBN 95 - Mai Thiên Vân 7. LK Áo Em Chưa Mặc Một Lần (Hoài Linh), Vòng Nhẫn Cưới (Vinh Sử) PBN 94 - Quang Lê, Mai Thiên Vân 8. Đôi Mắt Người Xưa (Ngân Giang) PBN 96 - Quang Lê 9. Buồn Không Em (Lam Phương) PBN 97 - Mai Thiên Vân 10. Huế Mù Sương (Nguyễn Minh Khôi) PBN 97 - Quang Lê 11. LK Nhớ Nhau Hoài (Anh Việt Thu), Cho Người Vào Cuộc Chiến (Phan Trần) PBN 98 - Quang Lê, Mai Thiên Vân 12. Người Em Vỹ Dạ (Minh Kỳ, Tôn Nữ Thụy Khương) PBN 99 - Quang Lê 13. Quê Mẹ (Thu Hồ) PBN 99 - Mai Thiên Vân 14. Chuyện Tình Buồn 100 Năm (Song Ngọc) PBN 100 - Quang Lê, Mai Thiên Vân 15. Nghĩ Chuyện Ngày Xuân (Song Ngọc) PBN 101 - Mai Thiên Vân 16. Bài Ca Tết Cho Em (Quốc Dũng) PBN 101 - Quang Lê 17. Đèn Khuya (Lam Phương) PBN 102 - Mai Thiên Vân 18. Xin Thời Gian Qua Mau (Lam Phương) PBN 102 - Quang Lê 19. Hàn Mặc Tử (Trần Thiện Thanh) PBN Divas - Mai Thiên Vân 20. Nếu Đời Không Có Anh (Hoàng Trang) PBN 103 - Mai Thiên Vân 21. Hai Chuyến Tàu Đêm (Trúc Phương) PBN 103 - Quang Lê |
| 30 | The Best of Tóc Tiên from Paris By Night                                          | 2012          | 13          | 1. Tóc Mây (Phạm Thế Mỹ) PBN 96 2. Có Không Dài Lâu (Võ Hoài Phúc) PBN 97 - hát với Diễm Sương 3. Em Trong Mắt Tôi (Nguyễn Đức Cường) PBN 99 4. Tình Còn Đam Mê (Võ Hoài Phúc) PBN 100 - hát với Như Loan 5. Người Tình Ơi Mơ Gì (Nguyễn Tường Văn) PBN 101 - hát với Mai Tiến Dũng 6. LK Mùa Thu Yêu Đương, Bé Yêu (Lam Phương) PBN 102 - hát với Mai Tiến Dũng 7. Gục Ngã (Phúc Trường) PBN 103 8. Angel (Hoài An) PBN 104 - hát với Mai Tiến Dũng 9. Bao Giờ Ta Lại Yêu (Nguyễn Đức Cường) 10. Đã Phai (Phúc Trường) 11. My Turn (Thanh Bùi, Hoàng Huy Long) 12. Không Gian Ba Chiều (Nguyễn Hải Phong) 13. Người Đẹp (Nguyễn Hồng Thuận) |
| 31 | The Best of Hoài Linh 2 from Paris By Night                                       | 2013          | 4           | 1.Gieo Quẻ Đầu Năm - Hoài Linh, Phi Nhung (PBN 76) 2. Lương Sơn Bá Chúc Anh Đài - Hoài Linh, Chí Tài, Bé Tí (PBN 80) 3. Vietnamese Idols - Hoài Linh, Chí Tài, Kiều Oanh, Lê Tín (PBN 84) 4. Mộng Ca Sĩ - Hoài Linh, Chí Tài, Calvin Hiệp, Hữu Lộc (PBN 87) |
| 32 | The Best of Mai Thiên Vân from Paris By Night                                     | 2015          | 18          | 1. Chuyện Vườn Sầu Riêng (Vinh Sử) PBN 111 - hát với Tuấn Quỳnh 2. Nhật Ký Đời Tôi (Thanh Sơn) PBN 108 3. Tân Cổ "Mừng Tuổi Mẹ" (Trần Long Ẩn, Hoàng Song Việt) PBN 113 - hát với Duy Trường 4. Nỗi Buồn Đêm Đông (Anh Minh) PBN 112 5. Ngày Xưa Anh Nói (Thúc Đăng, Thanh Tuyền) PBN 104 - hát với Quang Lê 6. LK Chiều Mưa Biên Giới, Mấy Dặm Sơn Khê (Nguyễn Văn Đông) PBN 96 - hát với Thanh Tuyền 7. Hai Đứa Giận Nhau (Hoài Linh, Hà Vị Dương) PBN 106 - hát với Trường Vũ 8. Hàn Mặc Tử (Trần Thiện Thanh) PBN Divas 9. Tân Cổ "Hoa Mười Giờ" (Đài Phương Trang, Ngọc Sơn) PBN 108 - hát với Duy Trường 10. Người Tình (Phương Kim) PBN 105 11. Anh Hãy Về Đi (Sang Đông, Ngân Trang) PBN 109 - hát với Trường Vũ 12. Chôn Vùi Tâm Sự (Giao Tiên) PBN 111 - hát với Mạnh Quỳnh 13. Giết Người Anh Yêu (Vinh Sử) - hát với Tuấn Quỳnh 14. LK Vòng Tay Nào Cho Em (Ngọc Lan, Lê Hoàng Vũ), Vì Trong Nghịch Cảnh (Hoài Nam) PBN 107 - hát với Trường Vũ 15. Mùa Xuân Hoa Đào (Hoàng Thi Thơ) PBN 110 16. Cảm Ơn (Trịnh Lâm Ngân) PBN 113 - hát với Tuấn Quỳnh 17. Em Đi Trên Cỏ Non (Bắc Sơn) 18. Hoa Đào Năm Trước (Lê Dinh, Nguyễn Hiền) |
| 33 | The Best of Minh Tuyết 3 from Paris By Night: Anh muốn em sống sao                | 2015          | 18          | 1. Anh Muốn Em Sống Sao (Chi Dân) PBN 111 2. Dĩ Vãng (Trịnh Nam Sơn) PBN 92 - hát với Bằng Kiều 3. Đừng Giấu Trong Lòng (Hoài An) PBN 95 - hát với Nguyễn Thắng 4. LK Tình Em Ngọn Nến (LV: Khúc Lan), Tàn Tro (LV: Julie), Dù Tình Yêu Đã Mất (Hoàng Nhạc Đô) PBN 96 - hát với Don Hồ 5. Còn Tuổi Nào Cho Em (Trịnh Công Sơn) PBN 103 6. Một Lần Nữa Xin Có Nhau (Phương Uyên) PBN 98 - hát với Bằng Kiều 7. Một Đời Em Đã Yêu (Võ Hoài Phúc) PBN 107 8. Dư Âm Tình Ta (Hoài An) PBN 96 - hát với Trịnh Lam 9. LK Bẽ Bàng, Cô Gái Quê (Thái Thịnh) PBN 92 - hát với Cẩm Ly, Hà Phương 10. Giới Hạn Cuối (Phúc Trường) PBN 104 11. Mơ Một Tình Yêu (Tùng Châu, Thái Thịnh) PBN 100 - hát với Như Quỳnh 12. Đã Không Còn Hối Tiếc (Tùng Châu, Thái Thịnh) PBN 94 13. Vẫn Yêu Một Người (Nguyễn Hồng Thuận) PBN 106 - hát với Quang Dũng 14. Hãy Cố Quên (Minh Nhiên) PBN 97 15. Xin Lỗi Anh (Hoài An) PBN 100 - hát với Bằng Kiều 16. Thay Thế (Lương Bằng Quang) PBN 108 17. Ngỡ Một Lần Nữa Em Quay Về (Phúc Trường) PBN 105 - hát với Bằng Kiều 18. Tim Em Mãi Thuộc Về Anh (Đồng Sơn) PBN 99 |
| 34 | The Best of Ngọc Anh from Paris By Night: Giết Người Trong Mộng                   | 2015          | 17          | 1. Giết Người Trong Mộng (Phạm Duy) PBN 96 2. Samba Cho Em (Ngọc Anh) PBN 97 3. Bài Không Tên Số 4 (Vũ Thành An) PBN 98 4. Tháng Sáu Trời Mưa (Hoàng Thanh Tâm, Nguyên Sa) PBN 99 5. Nửa Hồn Thương Đau (Phạm Đình Chương) PBN 100 6. Xuân Với Đời Sống Mới (Tuấn Vũ) PBN 101 7. Em Đi Rồi (Lam Phương) PBN 102 8. Bài Không Tên Cuối Cùng (Vũ Thành An) PBN 103 9. Nếu Một Mai Em Sẽ Qua Đời (Phạm Duy) PBN 104 10. Nụ Hồng Valentine (Nguyễn Kim Tuấn) PBN 105 11. Dáng Em Lụa Là (Lương Bằng Quang) PBN 106 12. Cảm Ơn Người Tình (Lam Phương) PBN 107 13. Nha Trang Ngày Về (Phạm Duy) PBN 108 14. LK Một Thoáng Tây Hồ (Phó Đức Phương), Chiều Phủ Tây Hồ (Phú Quang) PBN 109 - hát với Thu Phương 15. Mùa Xuân Không Còn Nữa (Lam Phương) PBN 110 16. Mùa Thu Chết (Phạm Duy) PBN Divas 17. Khi Người Xa Tôi (Lê Xuân Trường) PBN 111 |